# Helophorus porculus
Helophorus porculus é uma espécie de insetos coleópteros polífagos pertencente à família Hydrophilidae.
A autoridade científica da espécie é Bedel, tendo sido descrita no ano de 1881.
Trata-se de uma espécie presente no território português.